# Sint-Laurentiuskerk (Ulvenhout)

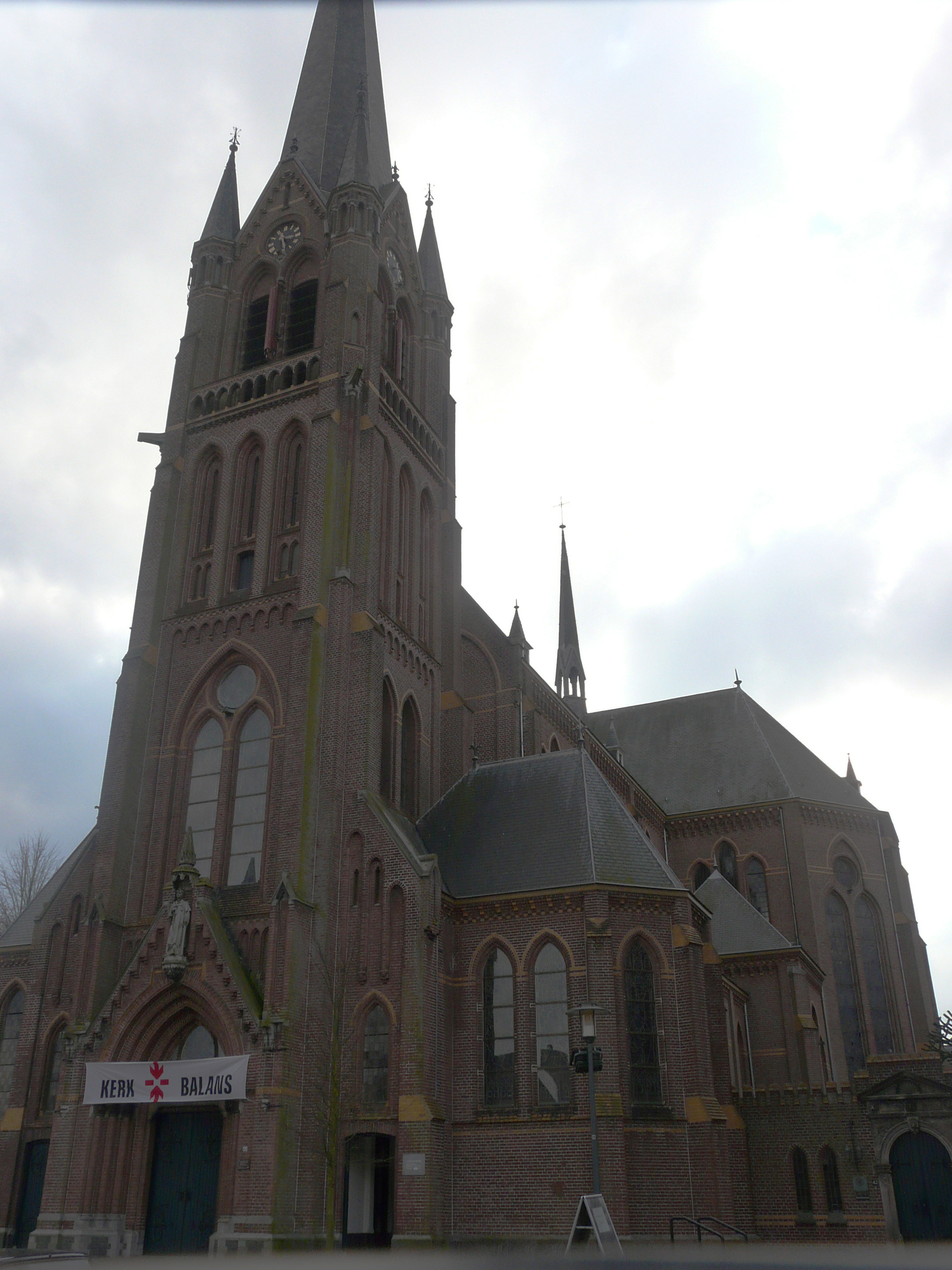
Sint-Laurentiuskerk

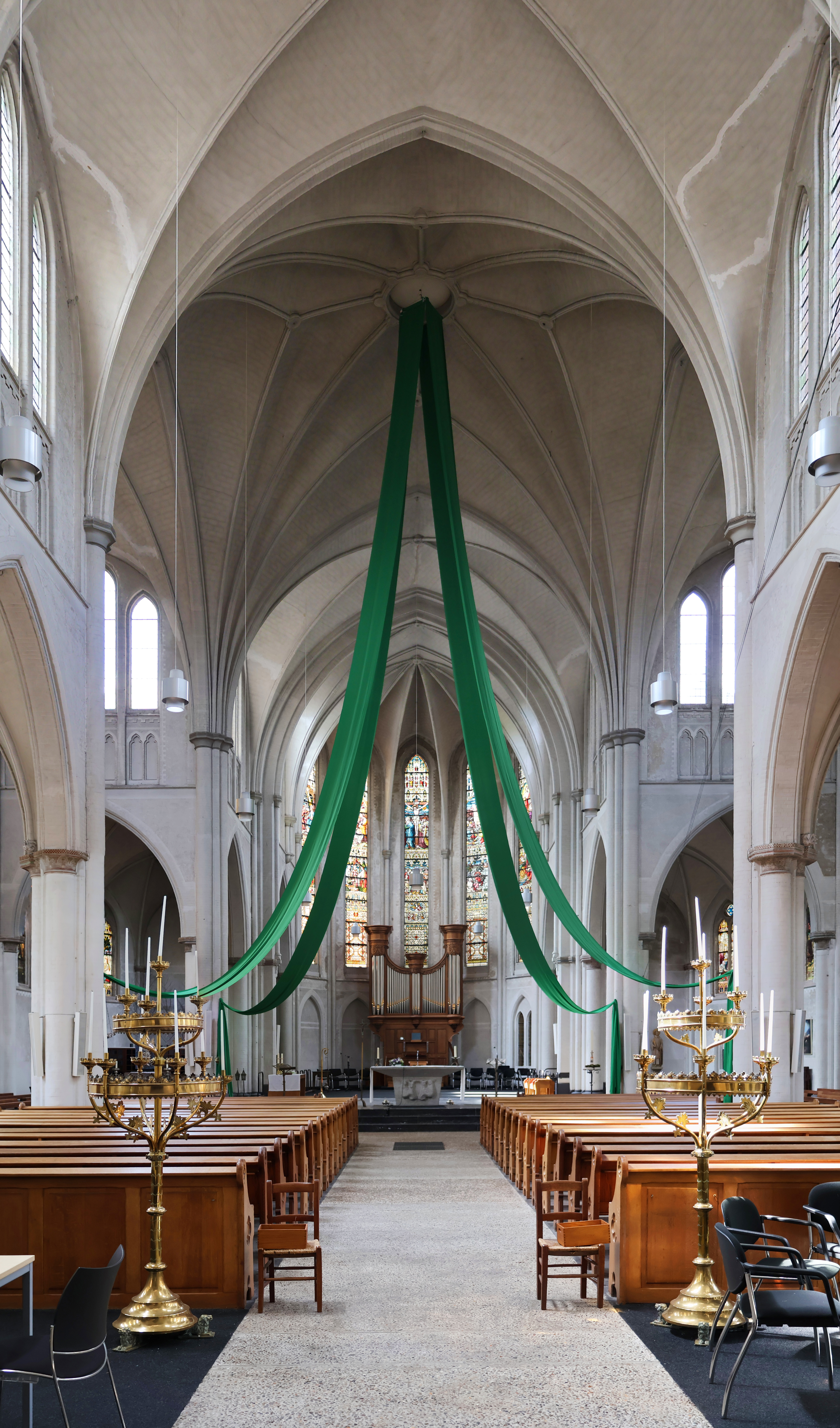
Interieur

Sint-Laurentiuskerk is een kerk in Ulvenhout in de Nederlandse provincie Noord-Brabant.
Het is een neogotische kruiskerk uit 1904 en werd ontworpen door C.F. van Hoof. De kerk heeft een kerktoren. Er is een zevenhoekige koorsluiting. De Laurentiuskerk heeft vijf grote gebrandschilderde ramen in de kapel.
Naast de Laurentiuskerk staat de pastorie. Beide panden hebben sinds 2001 de status van rijksmonument.
In de kerk staat een Van Peteghemorgel uit 1803. Naast de kerk is de begraafplaats.

## Galerij

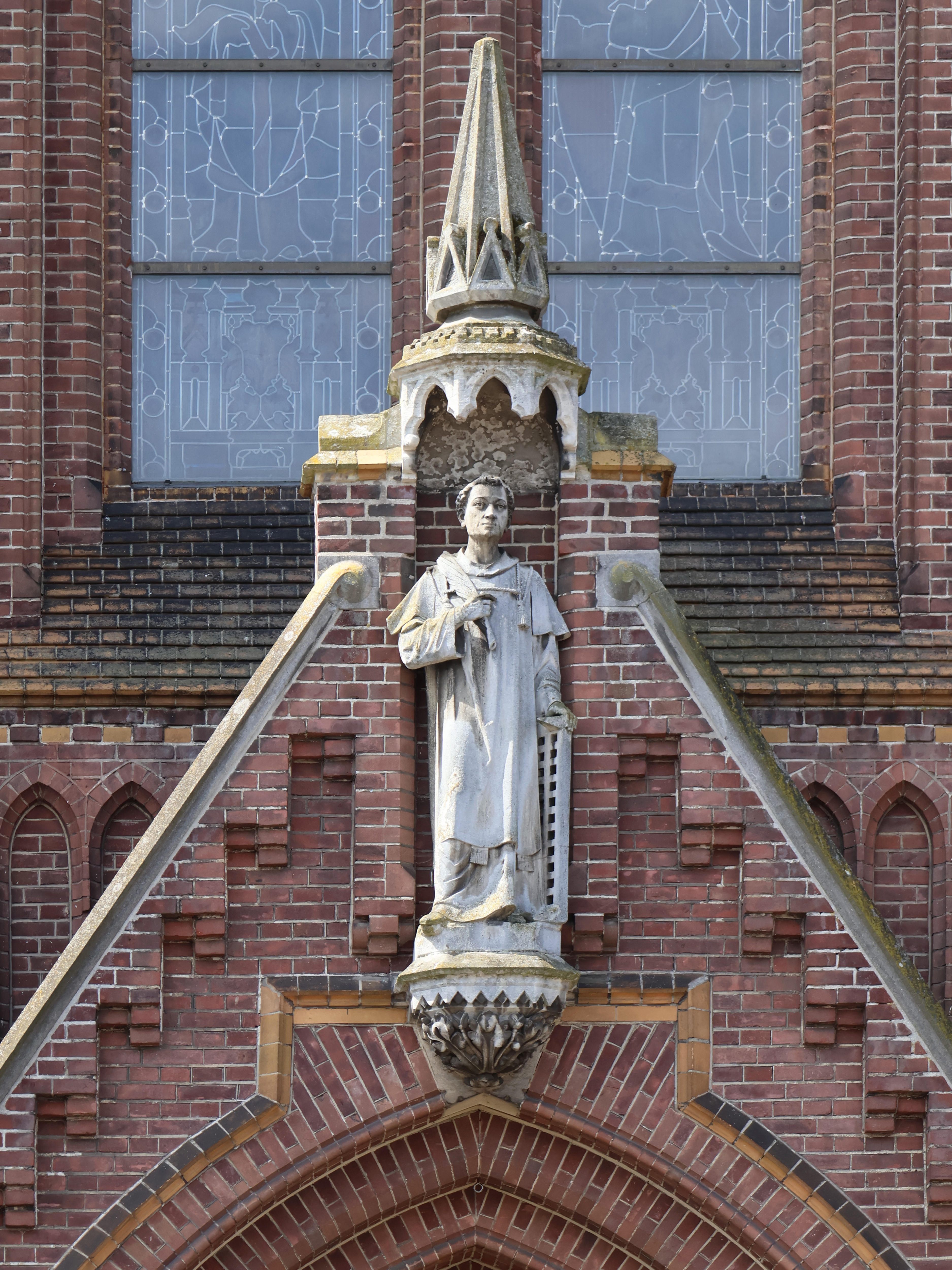
Façade
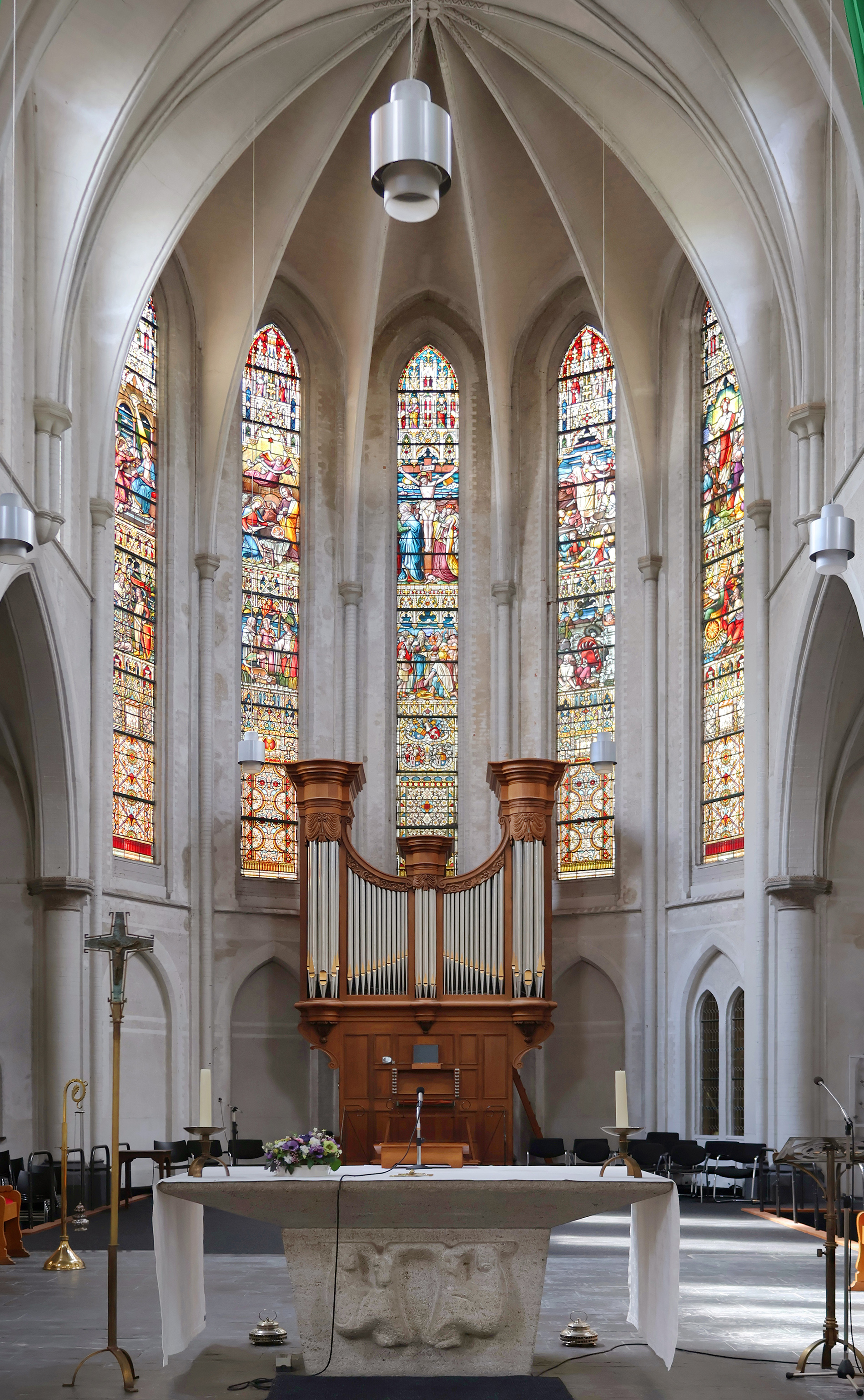
Apsis met altaar en orgel
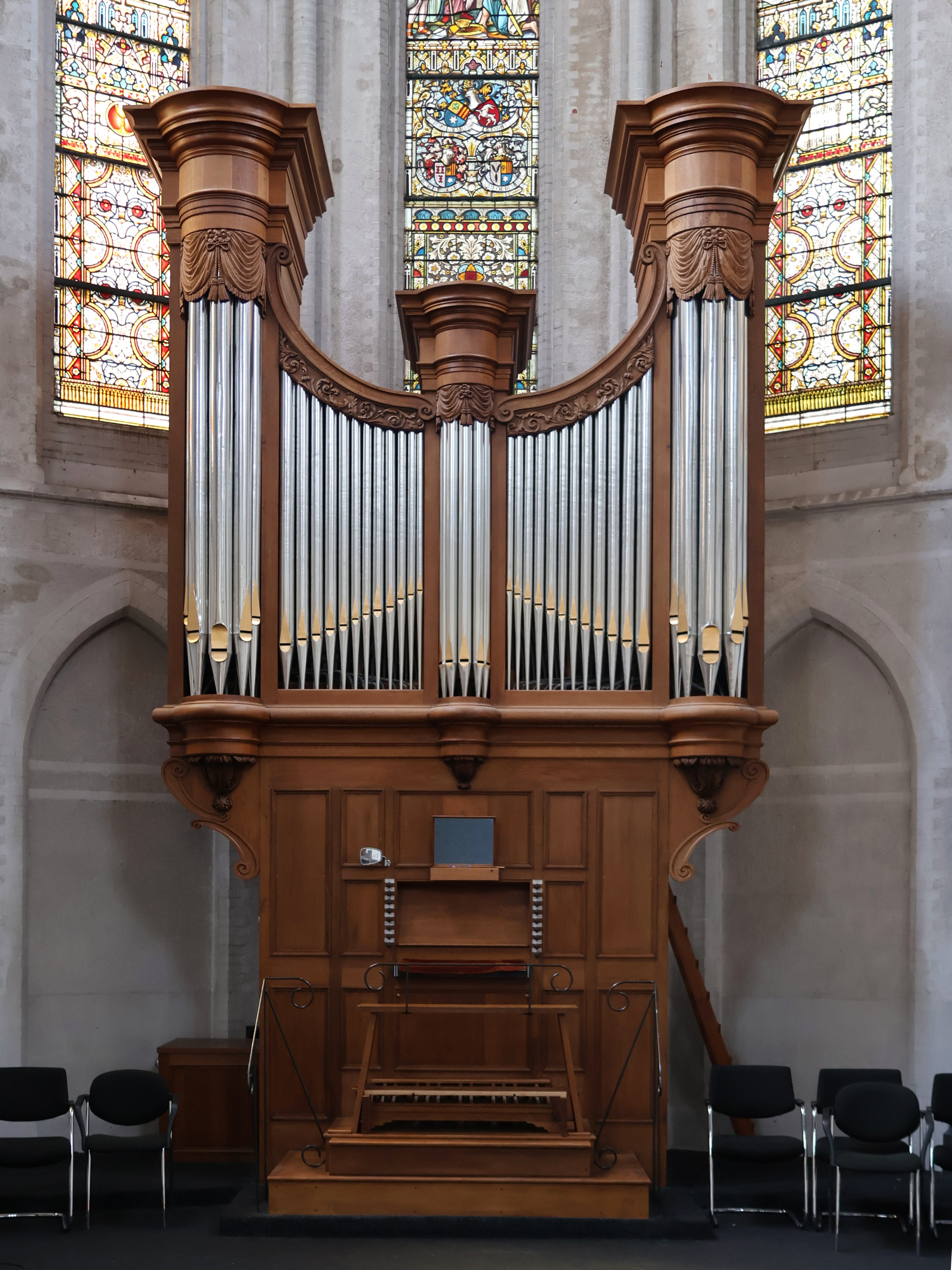
Vooraanzicht hoofdorgel
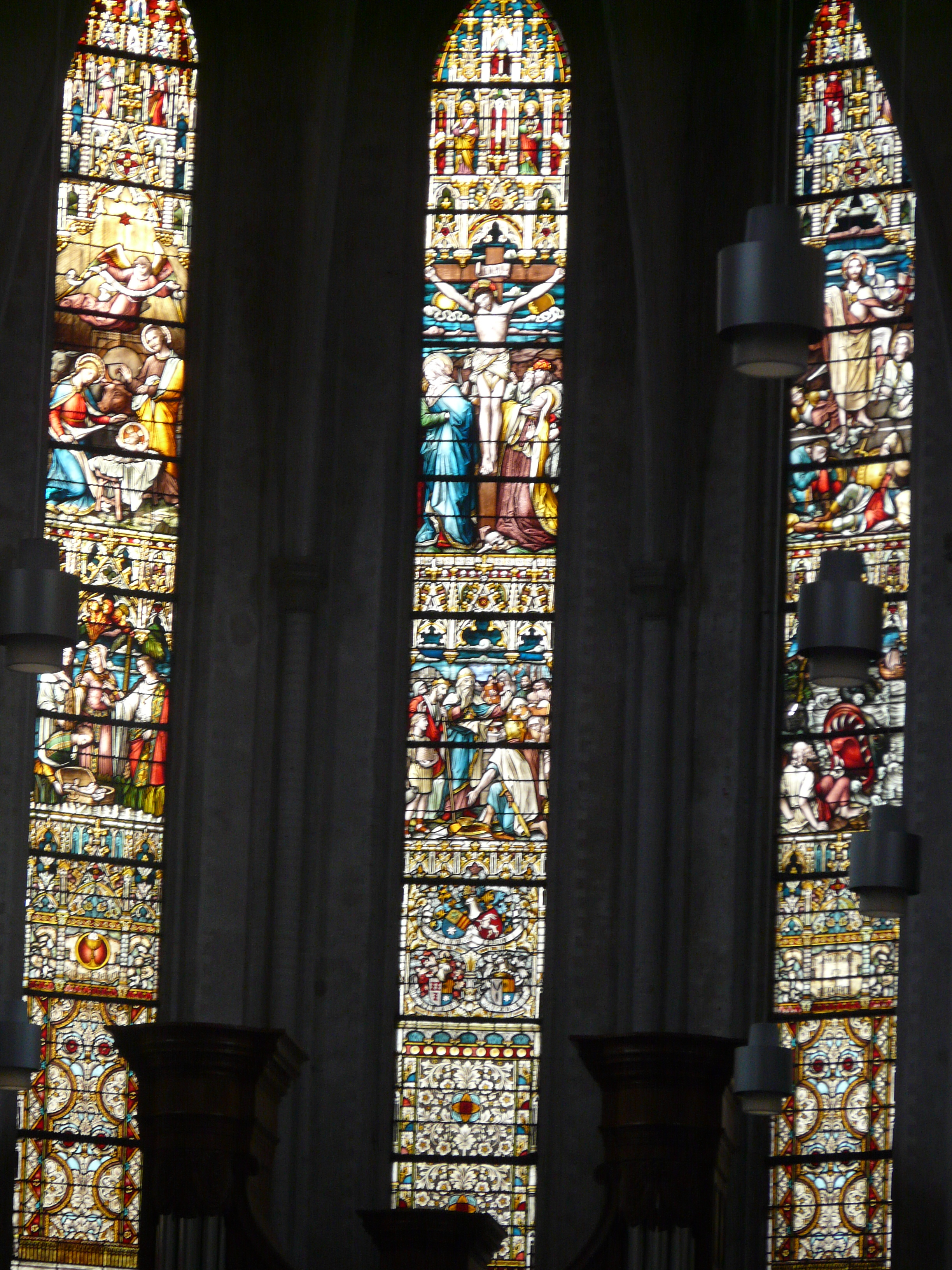
Detail gebrandschilderde ramen kapel
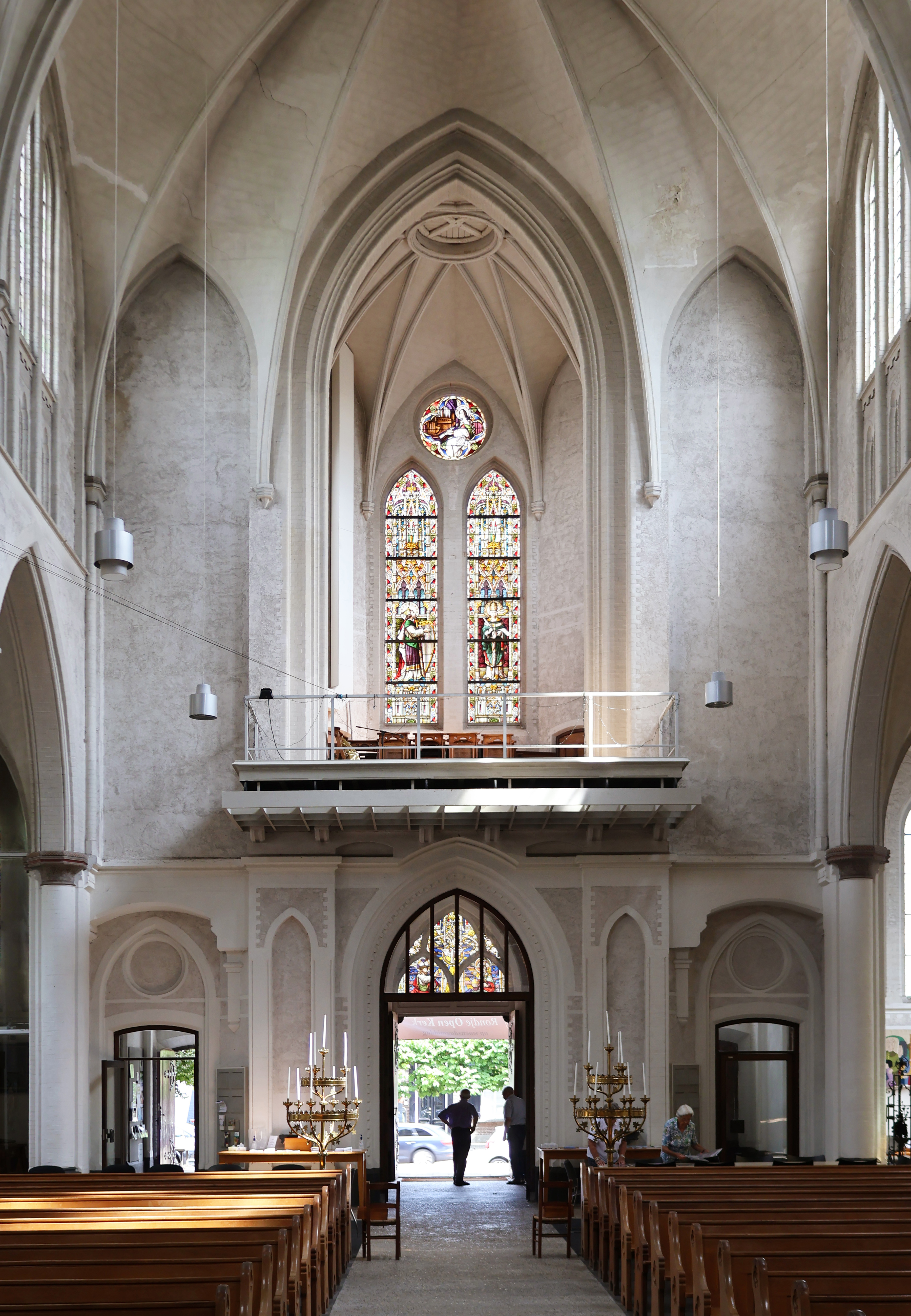
Balkon en hoofdingang
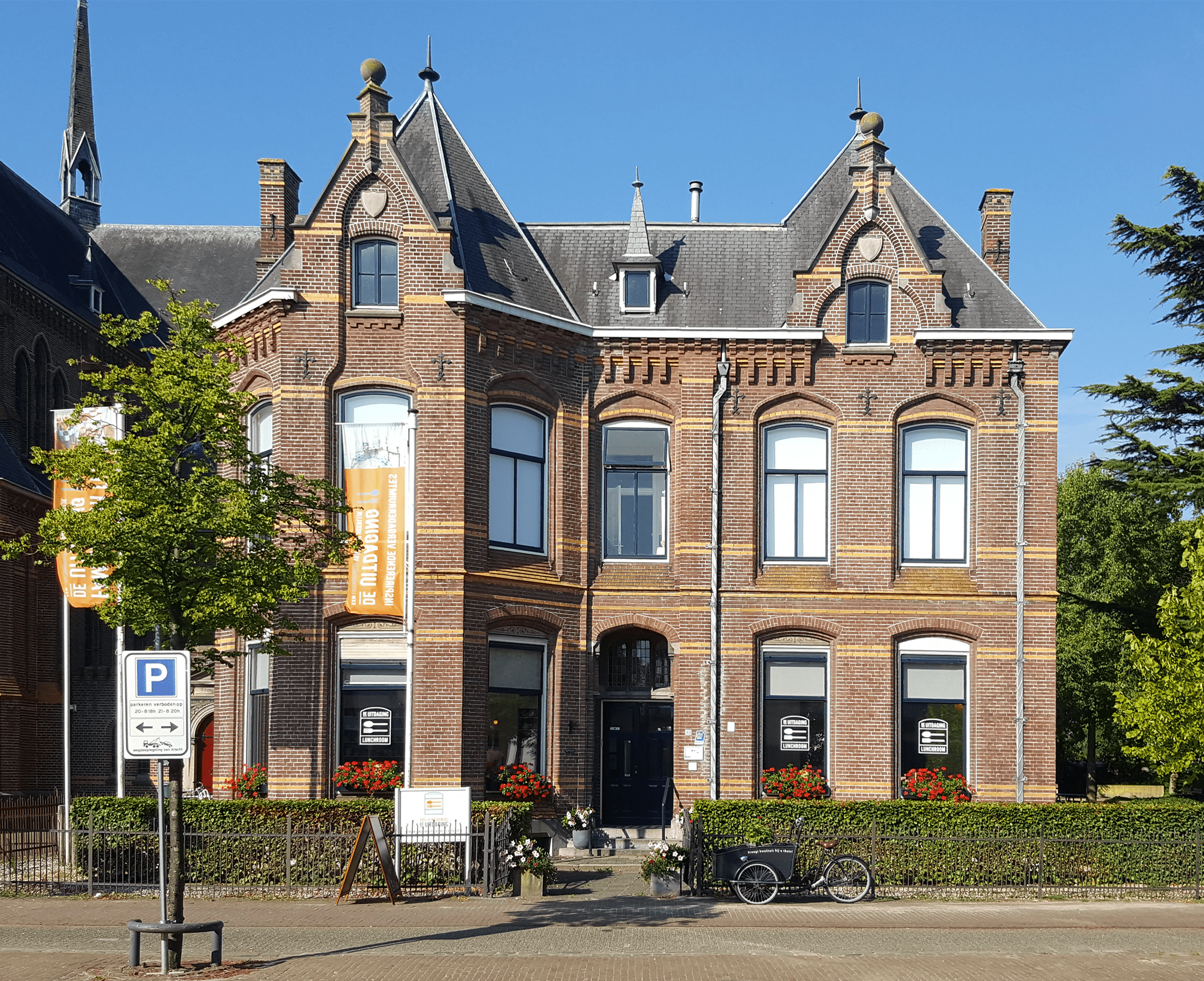
Pastorie